# Milena Todorowa
Milena Todorowa (bułg. Милена Тодорова; ur. 18 stycznia 1998 w Trojanie) – bułgarska biathlonistka, trzykrotna medalistka mistrzostw świata juniorów.

## Kariera
Pierwsze sukcesy w karierze osiągnęła w 2020 roku, kiedy podczas mistrzostw świata juniorów w Lenzerheide zdobyła srebrny medal w biegu indywidualnym oraz brązowe w sprincie i biegu pościgowym. 
W Pucharze Świata zadebiutowała 13 grudnia 2018 roku w Hochfilzen, gdzie zajęła 89. miejsce w sprincie. Pierwsze punkty zdobyła 5 grudnia 2019 roku w Östersund, zajmując 39. miejsce w biegu indywidualnym. Na podium zwodów pucharowych stanęła 9 stycznia 2025 roku w Oberhofie, kończąc sprint na trzeciej pozycji. Wyprzedziły ją jedynie Francuzka Paula Botet i Norweżka Maren Kirkeeide.
W 2018 roku wzięła udział w igrzyskach olimpijskich w Pjongczangu. W swoim jedynym starcie zajęła 84. miejsce w sprincie. Była też między innymi siedemnasta w biegu indywidualnym i osiemnasta w biegu pościgowym podczas mistrzostw świata w Rasen-Antholz w 2020 roku.

## Osiągnięcia

### Igrzyska olimpijskie
| Rok  | Miejscowość | Konkurencje | Konkurencje | Konkurencje | Konkurencje | Konkurencje | Konkurencje | Konkurencje |
| Rok  | Miejscowość | IN          | SP          | PU          | MS          | RL          | MR          | SR          |
| ---- | ----------- | ----------- | ----------- | ----------- | ----------- | ----------- | ----------- | ----------- |
| 2018 | Pjongczang  | –           | 84.         | –           | –           | –           | –           | nd.         |
| 2022 | Pekin       | 52.         | 17.         | 31.         | –           | 18.         | 19.         | nd.         |

### Mistrzostwa świata
| Rok  | Miejscowość   | Konkurencje | Konkurencje | Konkurencje | Konkurencje | Konkurencje | Konkurencje | Konkurencje |
| Rok  | Miejscowość   | IN          | SP          | PU          | MS          | RL          | MR          | SR          |
| ---- | ------------- | ----------- | ----------- | ----------- | ----------- | ----------- | ----------- | ----------- |
| 2019 | Östersund     | –           | –           | –           | –           | 20.         | –           | –           |
| 2020 | Rasen-Antholz | 17.         | 27.         | 18.         | 28.         | 20.         | –           | –           |
| 2021 | Pokljuka      | 54.         | 48.         | 58.         | –           | 18.         | 15.         | –           |
| 2023 | Oberhof       | 36.         | 31.         | 31.         | –           | –           | 17.         | –           |
| 2025 | Lenzerheide   | 63.         | 14.         | 16.         | 5.          | 21.         | 15.         | –           |

### Mistrzostwa świata juniorów
| Rok  | Miejscowość      | Konkurencje | Konkurencje | Konkurencje | Konkurencje | Konkurencje | Konkurencje | Konkurencje |
| Rok  | Miejscowość      | IN          | SP          | PU          | MS          | RL          | MR          | SR          |
| ---- | ---------------- | ----------- | ----------- | ----------- | ----------- | ----------- | ----------- | ----------- |
| 2015 | Mińsk            | 51.         | 61.         | –           | nd.         | 10.         | nd.         | nd.         |
| 2016 | Cheile Grădiştei | 41.         | 44.         | 43.         | nd.         | 13.         | nd.         | nd.         |
| 2017 | Osrblie          | 10.         | 8.          | 10.         | nd.         | 14.         | nd.         | nd.         |
| 2018 | Otepää           | 22.         | 19.         | 25.         | nd.         | 15.         | nd.         | nd.         |
| 2019 | Osrblie          | 20.         | 6.          | 21.         | nd.         | 11.         | nd.         | nd.         |
| 2020 | Lenzerheide      | 2.          | 3.          | 3.          | nd.         | –           | nd.         | nd.         |

### Puchar Świata

#### Miejsca w klasyfikacji generalnej
| Sezon     | Miejsce |
| --------- | ------- |
| 2018/2019 | -       |
| 2019/2020 | 47.     |
| 2020/2021 | 46.     |
| 2021/2022 | 48.     |
| 2022/2023 | 52.     |
| 2024/2025 | 15.     |

#### Miejsca na podium indywidualnie
| Lp. | Dzień      | Rok  | Miejscowość | Konkurencja            | Lokata | Pudła   | Czas biegu | Strata | Zwycięzca      |
| --- | ---------- | ---- | ----------- | ---------------------- | ------ | ------- | ---------- | ------ | -------------- |
| 1.  | 9 stycznia | 2025 | Oberhof     | Sprint na 7,5 km       | 3.     | 0+1     | 23:27,8    | + 35,0 | Paula Botet    |
| 2.  | 15 marca   | 2025 | Pokljuka    | Bieg masowy na 12,5 km | 2.     | 0+0+0+0 | 39:41,8    | +16,4  | Lou Jeanmonnot |